# Blériot XI
Blériot XI byl jednomotorový hornoplošník francouzského průkopníka letectví Louise Blériota z roku 1909. Blériot s ním překonal řadu leteckých rekordů a jako první s letadlem těžším vzduchu překonal Lamanšský průliv.

## Historie

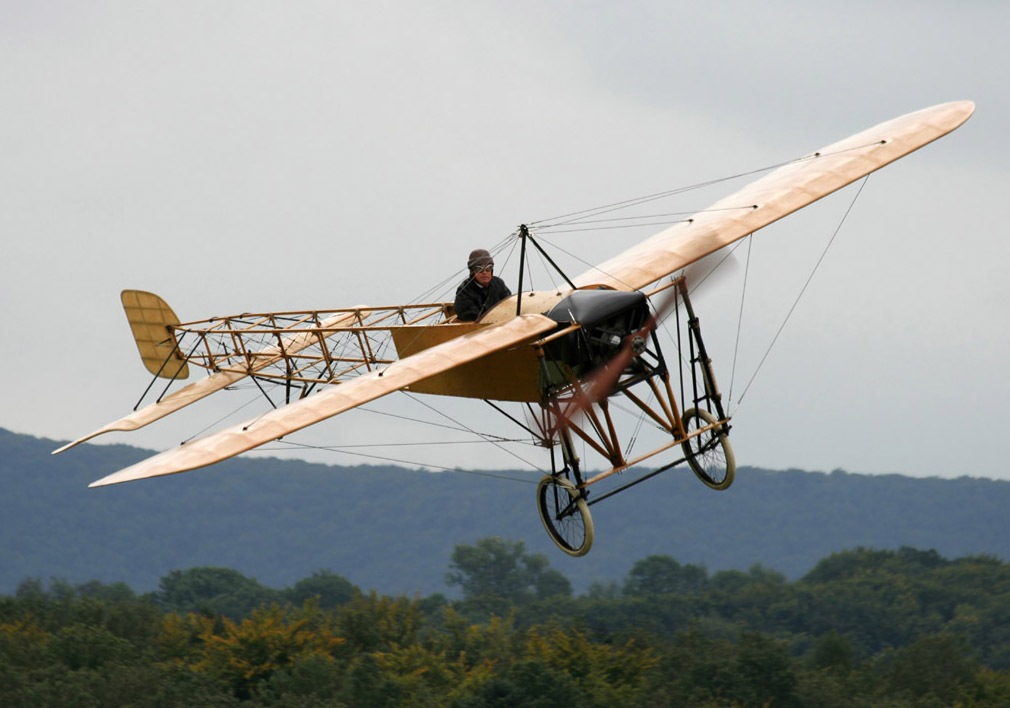
Thulin A - v licenci vyrobený Bleriot XI

Louis Blériot se konstrukcí letadel zabýval už řadu let a vložil do vývoje všechen majetek. Roku 1908 zkonstruoval typ Blériot XI, na němž 25. července 1909 přeletěl Lamanšský průliv z Calais do Doveru a vyhrál tak cenu 1000 liber, vypsanou novinami Daily Mail. Téhož roku dosáhl na 10 km okruhu v Remeši rychlost přes 74 km/hod. To mu konečně přineslo slávu i obchodní úspěch a letoun se vyráběl ve velkém počtu až do první světové války. Roku 1910 Blériot XI přeletěl Alpy (Simplonský průsmyk, 2006 m n. m.) a v roce 1913 i Pyreneje. V licenci se od roku 1910 vyráběl v Anglii u firmy Blériot Aeronautics a Itálii u společnosti S.I.T z Turína. Celkem bylo vyrobeno asi 800 kusů, v tehdejší době nevídaný počet. S Blériotem XI (výrobní číslo 76) začal na jaře roku 1910 létat také český průkopník letectví Jan Kašpar. 
Typ byl v roce 1909 přijat jako pozorovací do výzbroje Francouzské armády, kde se nejvíce vyskytovaly verze XI-1 a XI-2 Artillerie s motorem Gnome-7B o výkonu 52 kW určené k řízení dělostřelecké palby s pilotem a pozorovatelem na palubě. V roce 1913 letecký poručík Gouin modifikoval základní typ na vzpěrový hornoplošník pro lepší výhled z letounu. Stroj poháněný rotačním sedmiválcem Gnome A o výkonu 59 kW nesl označení Typ XI B.G. Parasol. Společnost Blériot Aeronautique od Gouina zakoupila jeho patent a začala vyrábět tuto modifikaci. Ještě počátkem první světové války byly různé varianty Blériotu XI ve výzbroji nejméně osmi letek Francouzského armádního letectva (Service aéronautique militaire), odkud ale byly od podzimu 1915 vytlačeny letouny konstruovanými přímo k vojenským účelům.
Italové začali Blériot XI používat v létech 1911-1912 v Severní Africe v italsko-turecké válce a tehdy se také objevil i v balkánských konfliktech. Sloužil většinou ve dvoumístné verzi k pozorování, ale i k ostřelování cílů z ručnic a k svrhování ručních granátů.
U RFC byly Blérioty XI ve výzbroji několika smíšených perutí, např. č. 3, 5 a 9. Dva letouny roje B 3. perutě operovaly na francouzské frontě jako dělostřelecké pozorovací.

## Popis
Blériot XI byl hornoplošník s křídlem shora i zdola vyztuženým lanky, s příhradovým trupem a jedním motorem vpředu. Letadlo mělo kostru z jasanového dřeva, zčásti potaženou plátnem. Hlavní podvozek tvořila dvě bicyklová kola, v zadní části trupu bylo menší ostruhové kolo. Blériot zprvu používal motor R. E. P. o výkonu 21 kW, ale ještě před rekordním letem jej vyměnil za motor Anzani o výkonu 18,5 kW. Později vznikla i verze Blériot XI-3, XI E1 a XI R1.

## Specifikace (Blériot XI-2)

Třípohledový výkres Blériota XI

Údaje podle

### Technické údaje
- Osádka:
- Rozpětí: 10,25 m
- Délka: 8,45 m
- Výška: 2,50 m
- Nosná plocha křídel: 23 m²
- Prázdná hmotnost: 349 kg
- Maximální vzletová hmotnost: 625 kg
- Pohonná jednotka:

1x pístový motor Gnome Lambda o výkonu 59 kW/80 k nebo
Gnome Omega o výkonu 36,8 kW/50 k nebo
Anzani o výkonu 18,4 kW/25 k

### Výkony
- Maximální rychlost: 106 km/hod
- Praktický dostup: 200 m
- Vytrvalost: 3 h 30 min